# Saunay
Saunay is een gemeente in het Franse departement Indre-et-Loire (regio Centre-Val de Loire) en telt 507 inwoners (1999). De plaats maakt deel uit van het arrondissement Tours.

## Geografie
De oppervlakte van Saunay bedraagt 26,6 km², de bevolkingsdichtheid is 19,1 inwoners per km².
De onderstaande kaart toont de ligging van Saunay met de belangrijkste infrastructuur en aangrenzende gemeenten.

## Demografie
Onderstaande figuur toont het verloop van het inwonertal (bron: INSEE-tellingen).